# Соколовский Починок
Соколовский Починок — деревня в Дмитровском районе Московской области, в составе Сельского поселения Большерогачёвское. Население — 6 чел. (2010). До 2006 года Соколовский Починок входил в состав Большерогачевского сельского округа.

## Расположение
Деревня расположена на северо-западе района, у границы с Клинским, примерно в 33 км северо-западнее Дмитрова, на правом берегу реки Сестры, высота центра над уровнем моря 121 м. Ближайший населённый пункт — Трёхсвятское в 1 км на северо-восток.

## Население
| 2002 | 2006 | 2010 |
| ---- | ---- | ---- |
| 0    | ↗1   | ↗6   |